# Frieden Pinkász
Frieden Pinkász (Bonyhád, 1801. – Komárom, 1873. április 16.) komáromi rabbi, egyházi író.

## Élete
Komáromi rabbi volt. Atyja Bonyhádon volt rabbihelyettes, Pinkász 1826 és 1831 közt mint annak utóda működött. 1831-ben választották meg Komárom rabbijának, itt írta meg hitszónoklatait és homiletikus magyarázatait Divré Pné Árje címen. A munka Bécsben jelent meg 1859-ben. Német nyelvű munkája Komáromban jelent meg 1832-ben: Predigt bei Gelegenheit der... Feyer der 40-jähr. Regierung Sr. Maj. Franz I.